# Hecker (Motorrad)

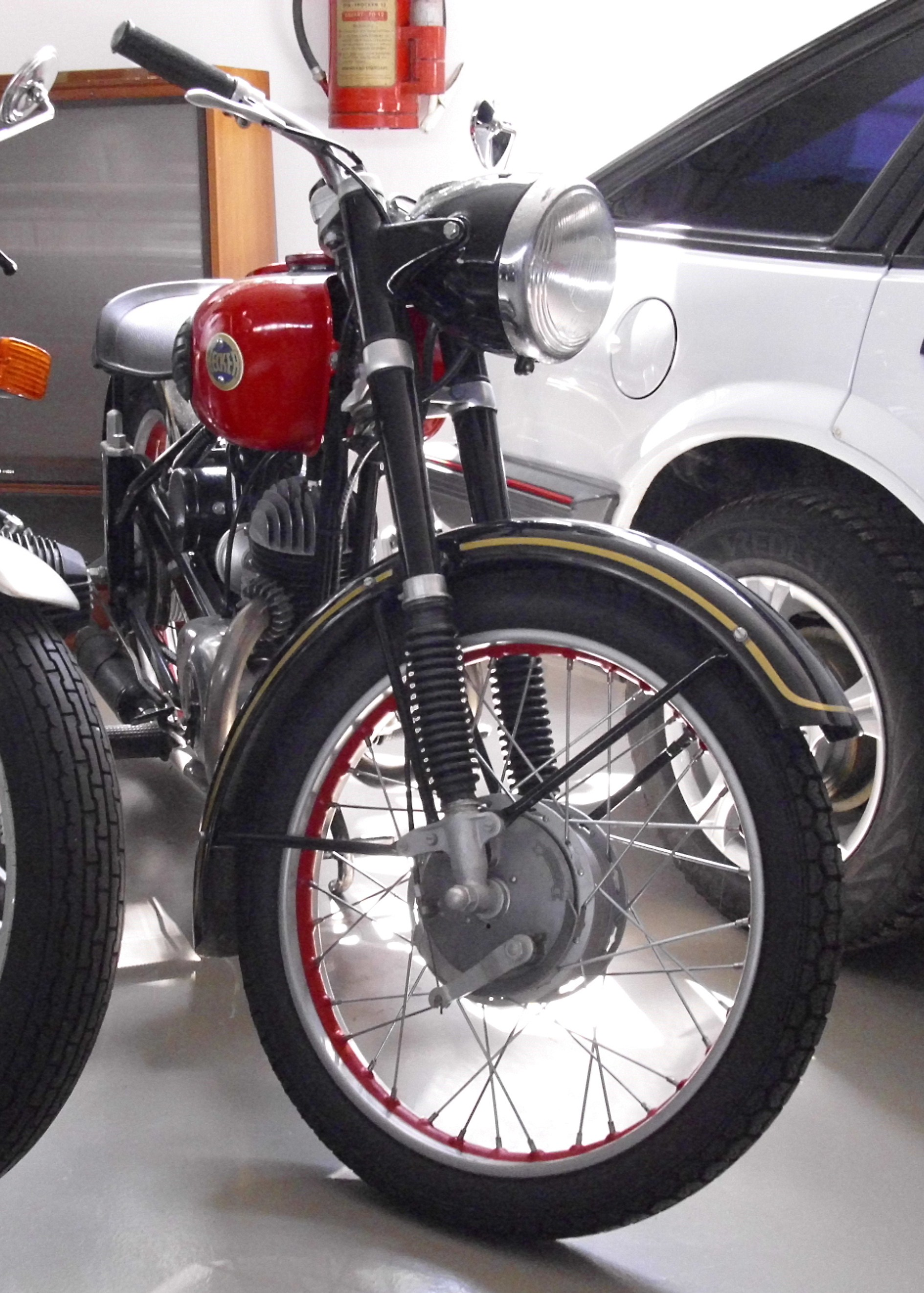
Hecker K 175 V Motorrad von 1952 in Merks Motor Museum in Nürnberg

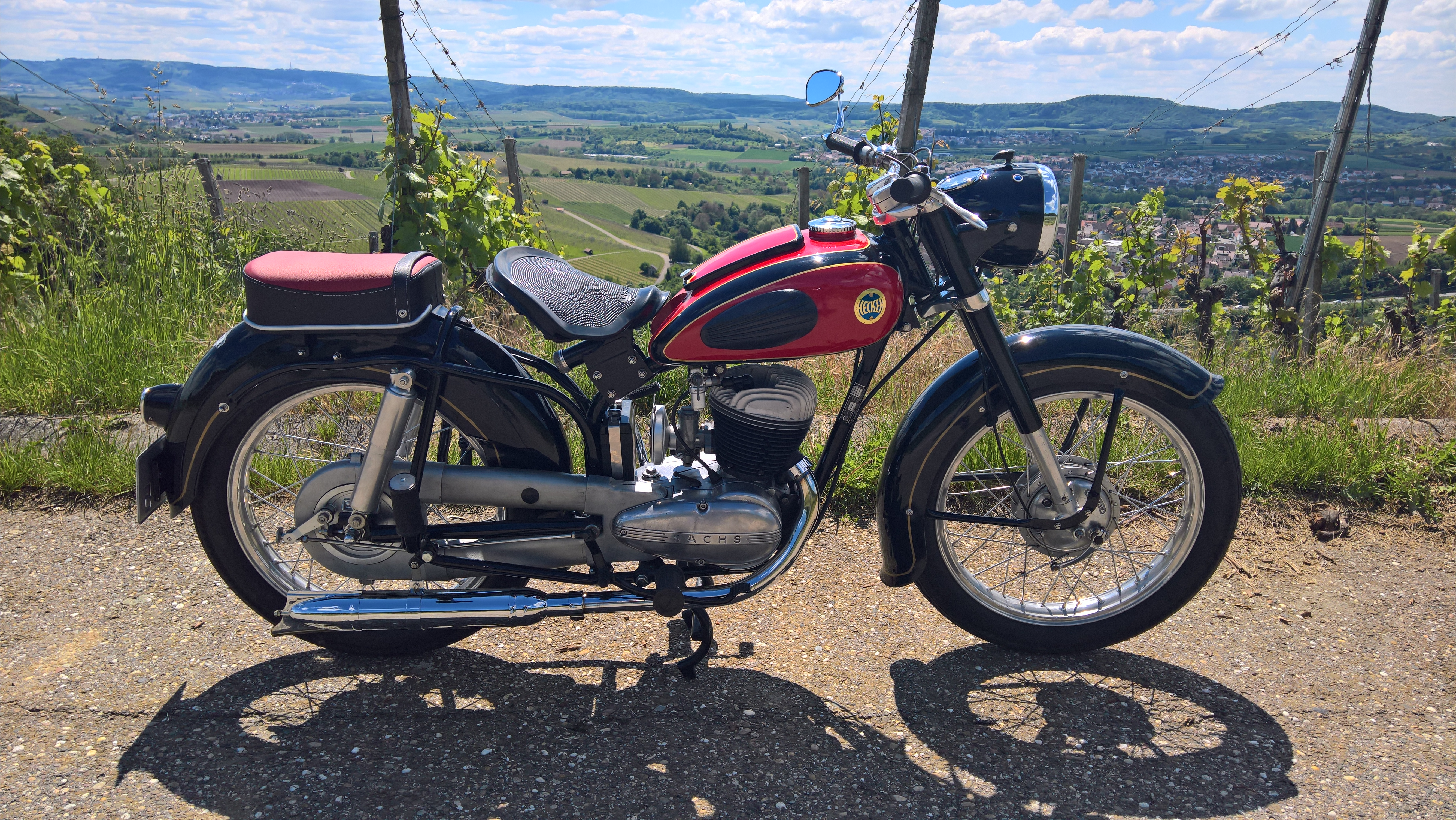
Hecker K 175 S von 1954
gebaute Stückzahl ca. 10 Stück

Hecker ist ein ehemaliger Motorradhersteller aus Nürnberg.

## Geschichte
Die Hecker Fahrzeugfabrik baute ab 1922 in der Imhoffstraße 24, später in der Lenaustraße 7 in Nürnberg, in der Werbung so bezeichnete Einbaumotorräder (Akronym: Emora). Sie wurden an verschiedene Motorradhersteller vertrieben. Das Erzeugnis war ein spezielles Motorradfahrgestell, in das ein Einbaumotor, Getriebe und Endantrieb eingebaut werden mussten. Ab 1923 vertrieb Hecker komplette eigene Motorräder. Erste Modelle waren die H1 und die H2 mit Einbaumotoren von Scharrer & Groß (S & G).
S & G produzierte ab 1925 eigene Motorräder, sodass Hecker auf J.A.P.-Einbaumotoren mit 198 cm³ bis 548 cm³ umstellte. In den Jahren 1927 und 1928 erschienen neue Heckermodelle, jetzt mit Trapezgabel anstelle der Druidgabel und mit verbesserten Rahmen. So konnten großvolumige Motoren eingesetzt werden, wie die wechselgesteuerten V-Zweizylinder von Motosacoche (MAG) mit 746 cm³. Dieses Motorrad wurde nur bis zur Weltwirtschaftskrise gebaut und durch eine billigere Version mit 600-cm³-Motor von J.A.P. ersetzt. Ab 1931 wurden Zweitakter von Sachs mit 73 cm³ und 98 cm³ eingebaut. Nach dem Zweiten Weltkrieg produzierte Hecker Maschinen mit Zweitaktmotoren von 98 cm³ bis 247 cm³ Hubraum von ILO, Sachs und Villiers sowie Mopeds mit Sachs-Motor.
Hecker war hauptsächlich in den 1920er-Jahren im Rennsport mit dem Werksfahrer Hans Hieronymus aktiv, der auch für die in Nürnberg beheimateten Zündapp-Werke und die Erlanger Ermag fuhr. Er erreichte bei der Fränkischen Zuverlässigkeitsfahrt 1924 den ersten Platz und im Jahr darauf sowohl beim Karlsruher Wildparkrennen als auch beim Würgauer Bergrennen den zweiten Platz. Bei der Reichsfahrt 1923 gewann Bussinger die Klasse bis 350 cm³ für Industriefahrer. Zwischen 1924 und 1925 erzielten die Hecker-Werksfahrer über 60 erste Plätze auf den mit S-&-G-Motoren angetriebenen Hecker-Maschinen. 1929 siegte der Brite Syd Crabtree auf einer Hecker-J.A.P. beim Großen Preis von Deutschland auf dem Nürburgring.
Hecker beendete die Produktion im Jahr 1956.